# Ota Tetsuro
Ota Tetsuro (太田 徹郎 Ōta Tetsuro, sinh ngày 2 tháng 7 năm 1989 ở Ibaraki) là một cầu thủ bóng đá người Nhật Bản hiện tại thi đấu cho ReinMeer Aomori.

## Thống kê sự nghiệp
Cập nhật đến ngày 8 tháng 3 năm 2018.
| Thành tích câu lạc bộ | Thành tích câu lạc bộ | Thành tích câu lạc bộ | Giải vô địch | Giải vô địch | Cúp                   | Cúp                   | Cúp Liên đoàn | Cúp Liên đoàn | Châu lục | Châu lục  | Tổng cộng | Tổng cộng |
| Mùa giải              | Câu lạc bộ            | Giải vô địch          | Số trận      | Bàn thắng    | Số trận               | Bàn thắng             | Số trận       | Bàn thắng     | Số trận  | Bàn thắng | Số trận   | Bàn thắng |
| Nhật Bản              | Nhật Bản              | Nhật Bản              | Giải vô địch | Giải vô địch | Cúp Hoàng đế Nhật Bản | Cúp Hoàng đế Nhật Bản | Cúp Liên đoàn | Cúp Liên đoàn | AFC      | AFC       | Tổng cộng | Tổng cộng |
| --------------------- | --------------------- | --------------------- | ------------ | ------------ | --------------------- | --------------------- | ------------- | ------------- | -------- | --------- | --------- | --------- |
| 2008                  | Montedio Yamagata     | J2 League             | 3            | 0            | 0                     | 0                     | -             | -             | -        | -         | 3         | 0         |
| 2009                  | Montedio Yamagata     | J1 League             | 3            | 0            | 0                     | 0                     | 1             | 0             | –        | –         | 4         | 0         |
| 2010                  | Montedio Yamagata     | J1 League             | 7            | 0            | 3                     | 1                     | 0             | 0             | –        | –         | 10        | 1         |
| 2011                  | Montedio Yamagata     | J1 League             | 26           | 3            | 1                     | 0                     | 2             | 0             | –        | –         | 29        | 3         |
| 2012                  | Montedio Yamagata     | J2 League             | 15           | 1            | 0                     | 0                     | –             | –             | –        | –         | 15        | 1         |
| 2013                  | Kashiwa Reysol        | J1 League             | 12           | 3            | 3                     | 1                     | 1             | 0             | 1        | 0         | 17        | 4         |
| 2014                  | Kashiwa Reysol        | J1 League             | 18           | 4            | 1                     | 0                     | 6             | 0             | –        | –         | 25        | 4         |
| 2015                  | Kashiwa Reysol        | J1 League             | 22           | 2            | 3                     | 0                     | 2             | 0             | 7        | 0         | 34        | 2         |
| 2016                  | Kashiwa Reysol        | J1 League             | 5            | 0            | 1                     | 0                     | 5             | 0             | –        | –         | 11        | 0         |
| 2017                  | Sagan Tosu            | J1 League             | 0            | 0            | 0                     | 0                     | 4             | 0             | –        | –         | 4         | 0         |
| 2017                  | Montedio Yamagata     | J2 League             | 9            | 0            | 0                     | 0                     | –             | –             | –        | –         | 9         | 0         |
| Tổng cộng sự nghiệp   | Tổng cộng sự nghiệp   | Tổng cộng sự nghiệp   | 120          | 13           | 12                    | 2                     | 21            | 0             | 8        | 0         | 161       | 15        |